# Móra Könyvkiadó
Móra Könyvkiadó este o editură de carte din Ungaria, cu sediul la Budapesta. Este succesoarea legală a editurii Ifjúsági Kiadó (Editura Tineretului), fondată în 1950. Scopul său este publicarea de cărți pentru copii și tineri.

## Activitatea editurii
Un departament redacțional se ocupă cu cărțile destinate preșcolarilor și școlarilor cu vârsta cuprinsă între 6-10 ani. Un alt departament redacțional editează lucrări pentru copii cu vârste cuprinse între 3 și 16 ani. În 1964 a fost înființat un al treilea departament redacțional, care se ocupă cu publicarea cărților destinare tinerilor cu vârsta mai mare de 15 ani. Editura a lansat în 1969 colecția Kozmosz Fantasztikus Könyvek, care a fost continuată din 1988 până în 1994 ca seria Galaktika Fantasztikus Könyvek (din 2005 seria este continuată de Metropolis Media sub titlul Galaktika Fantasztikus Könyvek). Revista de literatură științifico-fantastică Galaktika, redactată de Péter Kuczka, a avut un mare succes, fiind publicate 175 de numere între 1972 și 1995.
În 1990 Móra Ferenc Könyvkiadó a devenit o societate pe acțiuni. Pe lângă volumele de literatură generală și de ficțiune, ea a publicat cărți de specialitate pentru școlari și tineri, precum și cărți despre literatura pentru copii, care sunt foarte utile pentru educatori, părinți, bibliotecari și pentru oricine care lucrează cu copii. Colecția sa de cărți de științe naturale contribuie, de asemenea, și la educația adulților.

## Colecții majore
- Népek meséi (1954–1969)

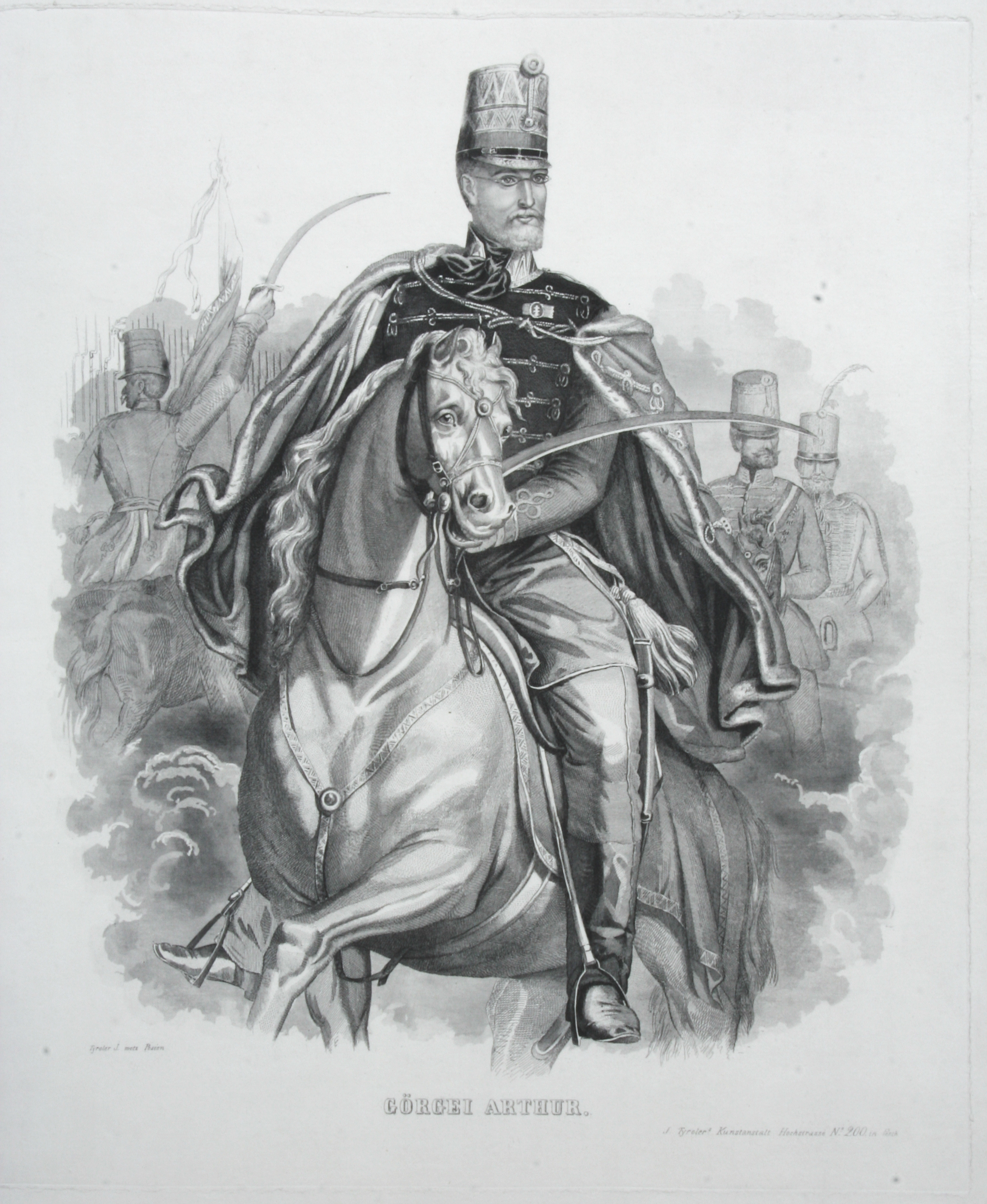
Portretul lui Artúr Görgei. Móra Könyvkiadó (1982))

- A magyar irodalom gyöngyszemei (1960–1993)
- A világirodalom gyöngyszemei (1956–1997)
- Az én könyvtáram (1961–2009)
- Ifjúsági kiskönyvtár (1956–1963)
- Delfin könyvek (1964–1990)
- Búvár zsebkönyvek (1972–1995)
- Kolibri könyvek (1977-1991)
- Így élt… (1973–1993)
- Képes történelem (1964–1988)
- Csíkos sorozat[2] (1962–1999)
- Pöttyös sorozat[3] (1959– )
- Piknik könyvek (1985–1990)
- Sirály könyvek (1968–1973)
- TABU könyvek (2011– )

### Colecția Búvár zsebkönyvek
Búvár zsebkönyvek este o colecție de cărți de 65 de volume publicate între 1972 și 1995 de Móra Ferenc Könyvkiadó. Volumele colecției conțin o mulțime de informații interesante despre animale și plante,precum și desene detaliate și texte descriptive. Colecția a fost foarte populară în Ungaria. Designul cărților din această colecție este identic cu cel al cărților din colecția Kolibri.

## Legături externe
- Móra Könyvkiadó
- A Galaktika honlapja
- Galaktika Fantasztikus Könyvek